# Lucknow
Lucknow er hovedstad i delstaten Uttar Pradesh i det nordlige Indien. Indbyggertallet er på ca. 3.382.000(2017) indbyggere.

## Historie
Byen var hovedstad i det indiske fyrstendømme Awadh fra 1775 til 1856. (Fyrstendømmet blev annekteret af Britisk Indien i 1856.) Byens omegn tilfaldt anti-britiske oprørsmænd i 1857, og byen blev hårdt belejret. Efter to undsætningsstyrker havde kæmpet sig frem, var briterne dog i stand til at evakuere byen. Dette var en af de mest berømte episoder af Sepoy-oprøret.

## Kendte bysbørn
- Sir Cliff Richard er født i byen.